# (6294) Czerny
(6294) Czerny est un astéroïde de la ceinture principale.

## Description
(6294) Czerny est un astéroïde de la ceinture principale. Il fut découvert le 11 février 1988 à La Silla par Eric Walter Elst. Il présente une orbite caractérisée par un demi-grand axe de 2,28 UA, une excentricité de 0,11 et une inclinaison de 2,6° par rapport à l'écliptique.
L'astéroïde est nommé en l'honneur du pianiste et compositeur Carl Czerny (1791-1857).

## Compléments